# Super Girl
Super Girl es el primer miniálbum de la agrupación de mando-pop Super Junior-M. Fue lanzado a la venta a partir del 24 de septiembre de 2009 en China Continental y Corea del sur, y a mediados de octubre en otros territorios de Asia (Hong Kong, Filipinas, Malasia, Tailandia, etcétera).
Esta producción se compone de siete canciones, cinco en chino mandarín y 2 versiones en coreano, de los temas "Super Girl" y "Blue Tomorrow" que se incluyen en la versión A del álbum para Corea del Sur. Entre los compositores de los temas están Young-Jin Yoo, E-TRIBE (los creadores del sencillo de las SNSD "Gee"), Jae-Myoung Lee, Park Ki Wan y haciendo su debut como compositor, Zhou Mi, con "告白 (Confession)" y "动情 (Only U)"

## Lista de canciones
1. "Super Girl" - 03:36
2. "到了明天 (Blue Tomorrow)" - 04:39
3. "告白 (Confession)" - 03:01
4. "动情 (Only U)" - 02:44
5. "爱情接力 (You and me)" - 03:33
6. "Super Girl" (Versión en coreano)  - 03:36 (tema adicional en el álbum para Corea del Sur)
7. "내일이면 (Blue Tomorrow)" (Versión en coreano) - 04:38 (tema adicional en el álbum para Corea del Sur)

## Trivia
En el video de Super Girl, tanto en la versión original como la coreana, aparece protagonizando el video, una de las integrantes de SNSD, Jessica.